# Free (反町隆史の曲)
『Free』（フリー）は反町隆史6枚目のシングル。2000年11月1日発売。発売元はキティMME。

## 概要
- 自身主演ドラマ『ラブコンプレックス』主題歌。
- 反町隆史の現時点で最後のシングル。
- 本作では作詞のみならず、初めて作曲も手掛けている。

## 収録曲
全作詞：反町隆史
1. Free
作曲：反町隆史
2. Black and White
作曲：柴崎浩
3. Piece of "SOUL"
3rdアルバム『SOUL』のダイジェスト。

## 収録アルバム
- オリジナル「SOUL」（2000年12月6日）
- ベスト「BEST of BEST」（2006年6月7日）